# Ligne de bataille
Pour les articles homonymes, voir ligne.
 (décembre 2011).
Si vous disposez d'ouvrages ou d'articles de référence ou si vous connaissez des sites web de qualité traitant du thème abordé ici, merci de compléter l'article en donnant les références utiles à sa vérifiabilité et en les liant à la section « Notes et références ».

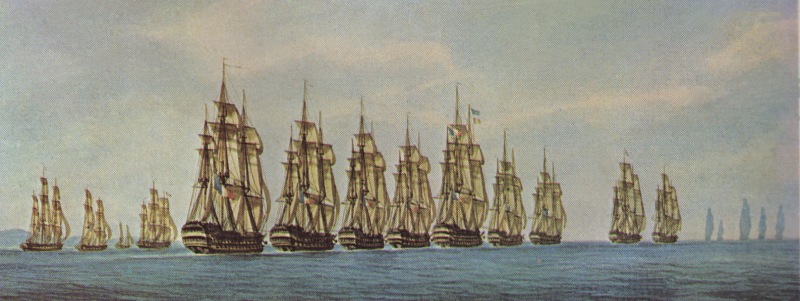
Une escadre française en ligne de bataille, peinture par François Roux.

Une ligne de bataille désigne une formation de combat utilisée dans la marine militaire à voile consistant à ranger pour le combat les vaisseaux de haut rang les uns derrière les autres de manière aussi serrée que la manœuvre le permet pour échanger des tirs de flanc avec une ligne adverse qui progresse soit en parallèle, soit en sens contraire, sur bâbord ou sur tribord.

Les principales étapes de la bataille des Saintes

La ligne de bataille reste la formation de combat par excellence du vaisseau de ligne. Son idée vient, de manière paradoxale, des chefs de l'armée de terre de Cromwell, précédant la réduction des marines de guerre européennes à 2 ou 3 types de vaisseaux différents.
Les combats opposent le plus souvent des flottes ou des escadres de tailles équivalentes. Les officiers généraux ont reçu pour consigne de ne pas risquer inutilement les vaisseaux s'ils sont en position d'infériorité numérique, et la lutte ne s'engage vraiment que si les deux adversaires sont vraiment décidés à se battre.
Les navires se suivent à la file en laissant des intervalles de 150 à 200 m et les lignes de batailles peuvent atteindre des distances énormes (40 vaisseaux sur 8 à 10 km) contrairement à ce que laissent à penser les tableaux relatant ces épisodes maritimes. La transmission des ordres de l'amiral, au centre de la ligne de bataille, devient donc extrêmement problématique du fait de l'étirement de cette ligne, et si l'on y rajoute la fumée de la bataille ainsi que la complexité de certains signaux, les difficultés d'exécution sont parfois insurmontables. La cohésion joue alors un rôle total : on suit aveuglément le navire de devant, on réagit à l'imitation, en veillant à ne jamais s'en éloigner sous peine de voir l'ennemi couper la ligne et disloquer le dispositif ami. Tout vaisseau au sein de la ligne est protégé par celui qui le précède et celui qui le suit.

## Sources et bibliographie
- Michel Vergé-Franceschi (dir.), Dictionnaire d’Histoire maritime, Paris, éditions Robert Laffont, coll. « Bouquins », 2002, 1508 p. (ISBN 2-221-08751-8 et 2-221-09744-0) ;
- Martine Acerra et André Zysberg, L’essor des marines de guerre européennes : 1680-1790, Paris, éditions SEDES, coll. « Regards sur l'histoire », 1997, 298 p. (ISBN 2-7181-9515-0) ;
- Patrick Villiers, Jean-Pierre Duteil et Robert Muchembled (dir.), L’Europe, la mer et les colonies, XVIIe – XVIIIe siècle, Paris, Hachette supérieur, coll. « Carré Histoire » (no 37), 1997, 255 p. (ISBN 2-01-145196-5) ;
- Edmond Pâris et Pierre de Bonnefoux, Dictionnaire de la marine à voile [détail des éditions].